# Staatliche Technische Universität des Dongebiets

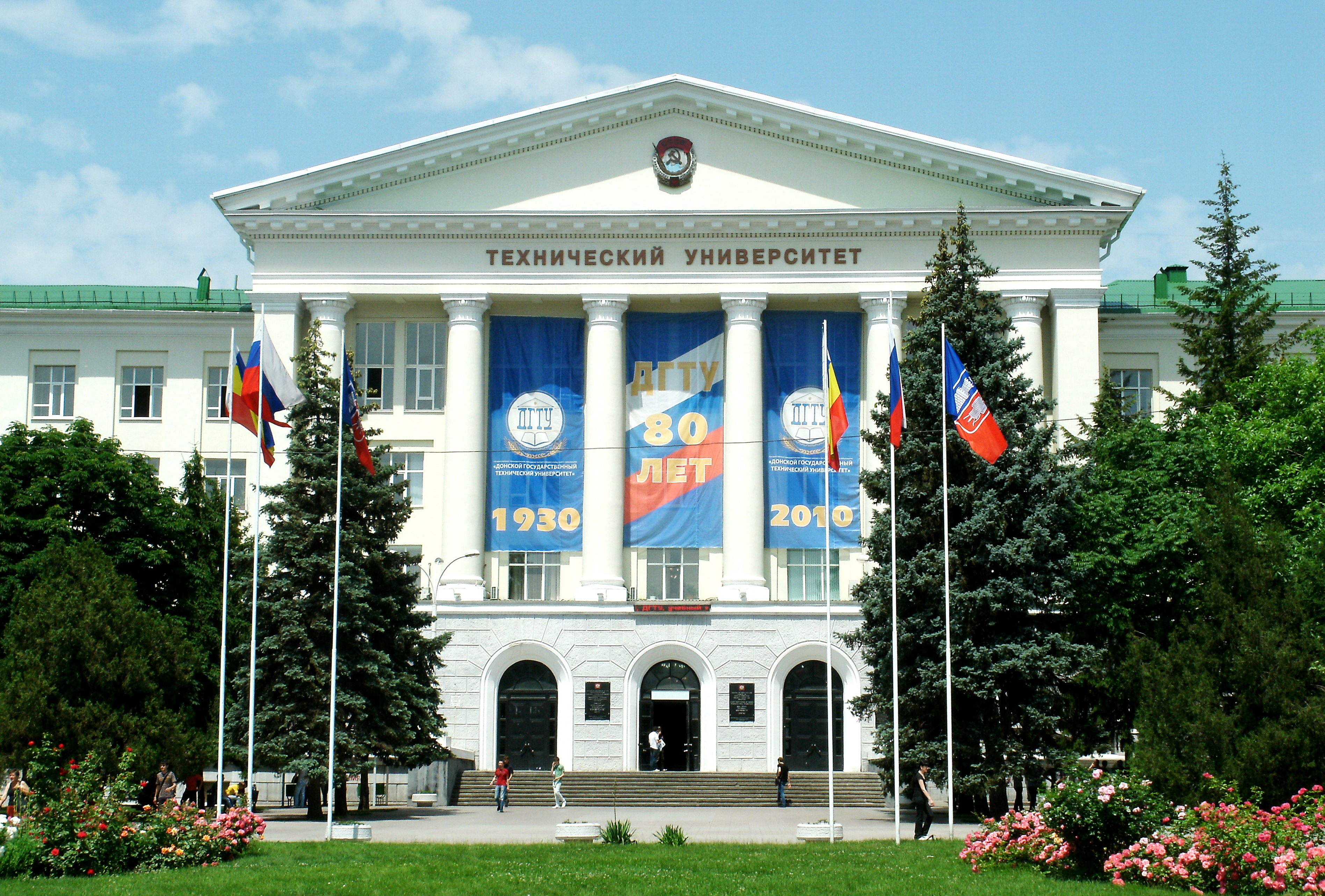
Staatliche Technische Universität des Dongebiets

Die Staatliche Technische Universität des Dongebiets (russisch Донской государственный технический университет; Transkription: Donskoi gossudarstwenny technitscheski uniwersitet) ist eine russische Hochschule in Rostow am Don.

## Geschichte
Am 14. Mai 1930 wurde das Nordkaukasisches Institut für Landmaschinenbau mit zwei Fakultäten (Landmaschinenbau und Kaltbearbeitungstechnik) mit 12 akademischen Lehrern und 217 Studierenden gegründet. 1938 wurde das Institut umbenannt in Maschinenbauinstitut Rostow am Don und war bis 1992 die führende Einrichtung für Landmaschinenkonstruktion und Hochgeschwindigkeitsdrehen in der Sowjetunion. 1937 wurde hier in Kooperation mit Rostselmasch der Mähdrescher Stalinez-1 entwickelt, der auf der Weltausstellung in Paris eine Goldmedaille erhielt. 1940 existierten bereits 21 Abteilungen und 14 Studiengänge. 1941 wurden das Institut wie auch Rostselmasch nach Taschkent evakuiert. Die meisten Gebäude wurden durch deutsche Bomben zerstört. Bereits im August 1943 begann wieder der Lehrbetrieb. Ende der 1940er Jahre wurden auf Basis des Stalinez Erntemaschinen für Mais und Sonnenblumen neu entwickelt. In den 1960er Jahren kamen Fakultäten und Studiengänge hinzu, die die Organisation der Massenproduktion unterstützen sollten.

## Hochschule
Am 24. Dezember 1992 wurde das Institut zur Universität erhoben. Diese bietet heute ein breites Spektrum von über 100 Studiengängen von Mathematik und Festkörperphysik über Maschinenbau, Automationstechnik und Industriebetriebslehre bis hin zu Geschichte, Pädagogik und Sozialphilosophie in 16 Fakultäten an. Außerdem übernimmt sie eine wichtige Funktion für die höhere technische Berufsausbildung in Kooperation mit regionalen Unternehmen. Ihre Rolle als Forschungszentrum ist besonders in dem Bereich der mathematischen Verfahren in der Festkörperphysik, der Tribologie, der Thermodynamik sowie in der Schweiß- und Fügetechnik ausgeprägt. Regionale Zweigstellen gibt es in Wolgodonsk, Taganrog, Azow und Essentuki.